# Anagraphis pallens
Anagraphis pallens är en spindelart som beskrevs av Simon 1893. Anagraphis pallens ingår i släktet Anagraphis och familjen plattbuksspindlar. Inga underarter finns listade i Catalogue of Life.